# Up on the Roof
Up on the Roof è un brano musicale scritto da Gerry Goffin e Carole King e pubblicato nel 1962 dal gruppo R&B statunitense The Drifters.

## Tracce
- 7"

1. Up on the Roof
2. Another Night with the Boys

## Cover
Nel corso degli anni il brano è stato interpretato da tantissimi artisti e gruppi tra cui Kenny Lynch, Laura Nyro, James Taylor e Neil Diamond.

## Critica
Nel 2010 il brano è stato inserito, alla posizione #114, nella lista dei 500 migliori brani musicali secondo Rolling Stone.